# Selección femenina de fútbol sub-19 de España
La selección española femenina de fútbol sub-19 representa a España en el fútbol internacional en categorías sub-19 y está controlada por la Real Federación Española de Fútbol.

## Historial

### Campeonato Europeo Femenino Sub-19 de la UEFA
| Récord del Campeonato Femenino Sub-19 de la UEFA | Récord del Campeonato Femenino Sub-19 de la UEFA | Récord del Campeonato Femenino Sub-19 de la UEFA | Récord del Campeonato Femenino Sub-19 de la UEFA | Récord del Campeonato Femenino Sub-19 de la UEFA | Récord del Campeonato Femenino Sub-19 de la UEFA | Récord del Campeonato Femenino Sub-19 de la UEFA | Récord del Campeonato Femenino Sub-19 de la UEFA | Récord del Campeonato Femenino Sub-19 de la UEFA |           | Récord de clasificación para el Campeonato Femenino Sub-19 de la UEFA | Récord de clasificación para el Campeonato Femenino Sub-19 de la UEFA | Récord de clasificación para el Campeonato Femenino Sub-19 de la UEFA | Récord de clasificación para el Campeonato Femenino Sub-19 de la UEFA | Récord de clasificación para el Campeonato Femenino Sub-19 de la UEFA | Récord de clasificación para el Campeonato Femenino Sub-19 de la UEFA |
| Año                                              | Ronda                                            | Posición                                         | P                                                | G                                                | E                                                | P                                                | GF                                               | GC                                               | P         | G                                                                     | E                                                                     | P                                                                     | GF                                                                    | GC                                                                    |                                                                       |
| ------------------------------------------------ | ------------------------------------------------ | ------------------------------------------------ | ------------------------------------------------ | ------------------------------------------------ | ------------------------------------------------ | ------------------------------------------------ | ------------------------------------------------ | ------------------------------------------------ | --------- | --------------------------------------------------------------------- | --------------------------------------------------------------------- | --------------------------------------------------------------------- | --------------------------------------------------------------------- | --------------------------------------------------------------------- | --------------------------------------------------------------------- |
| Sin anfitrión 1998                               | no se clasificó                                  | no se clasificó                                  | no se clasificó                                  | no se clasificó                                  | no se clasificó                                  | no se clasificó                                  | no se clasificó                                  | no se clasificó                                  | 3         | 0                                                                     | 2                                                                     | 1                                                                     | 5                                                                     | 8                                                                     |                                                                       |
| 1999                                             | no se clasificó                                  | no se clasificó                                  | no se clasificó                                  | no se clasificó                                  | no se clasificó                                  | no se clasificó                                  | no se clasificó                                  | no se clasificó                                  | 3         | 1                                                                     | 2                                                                     | 0                                                                     | 5                                                                     | 4                                                                     |                                                                       |
| 2000                                             | Subcampeonas                                     | 2º                                               | 3                                                | 2                                                | 0                                                | 1                                                | 7                                                | 5                                                | 6         | 4                                                                     | 1                                                                     | 1                                                                     | 11                                                                    | 4                                                                     |                                                                       |
| 2001                                             | Semifinales                                      | 4º                                               | 2                                                | 0                                                | 0                                                | 2                                                | 0                                                | 3                                                | 6         | 2                                                                     | 4                                                                     | 0                                                                     | 10                                                                    | 8                                                                     |                                                                       |
| 2002                                             | Fase de grupos                                   | 5.º                                              | 3                                                | 1                                                | 0                                                | 2                                                | 2                                                | 4                                                | 3         | 2                                                                     | 1                                                                     | 0                                                                     | 9                                                                     | 3                                                                     |                                                                       |
| 2003                                             | Fase de grupos                                   | 8.º                                              | 3                                                | 1                                                | 0                                                | 2                                                | 5                                                | 6                                                | 3         | 2                                                                     | 1                                                                     | 0                                                                     | 8                                                                     | 3                                                                     |                                                                       |
| 2004                                             | Campeonas                                        | 1º                                               | 5                                                | 4                                                | 0                                                | 1                                                | 10                                               | 9                                                | 6         | 5                                                                     | 1                                                                     | 0                                                                     | 30                                                                    | 3                                                                     |                                                                       |
| 2005                                             | no se clasificó                                  | no se clasificó                                  | no se clasificó                                  | no se clasificó                                  | no se clasificó                                  | no se clasificó                                  | no se clasificó                                  | no se clasificó                                  | 6         | 5                                                                     | 0                                                                     | 1                                                                     | 26                                                                    | 2                                                                     |                                                                       |
| 2006                                             | no se clasificó                                  | no se clasificó                                  | no se clasificó                                  | no se clasificó                                  | no se clasificó                                  | no se clasificó                                  | no se clasificó                                  | no se clasificó                                  | 3         | 2                                                                     | 0                                                                     | 1                                                                     | 12                                                                    | 5                                                                     |                                                                       |
| 2007                                             | Fase de grupos                                   | 5.º                                              | 3                                                | 1                                                | 0                                                | 2                                                | 2                                                | 2                                                | 6         | 5                                                                     | 1                                                                     | 0                                                                     | 36                                                                    | 2                                                                     |                                                                       |
| 2008                                             | Fase de grupos                                   | 7.º                                              | 3                                                | 1                                                | 0                                                | 2                                                | 2                                                | 4                                                | 6         | 5                                                                     | 1                                                                     | 0                                                                     | 37                                                                    | 1                                                                     |                                                                       |
| 2009                                             | no se clasificó                                  | no se clasificó                                  | no se clasificó                                  | no se clasificó                                  | no se clasificó                                  | no se clasificó                                  | no se clasificó                                  | no se clasificó                                  | 6         | 4                                                                     | 1                                                                     | 1                                                                     | 29                                                                    | 5                                                                     |                                                                       |
| 2010                                             | Fase de grupos                                   | 5.º                                              | 3                                                | 1                                                | 0                                                | 2                                                | 6                                                | 3                                                | 6         | 5                                                                     | 0                                                                     | 1                                                                     | 19                                                                    | 4                                                                     |                                                                       |
| 2011                                             | Fase de grupos                                   | 7.º                                              | 3                                                | 0                                                | 1                                                | 2                                                | 2                                                | 7                                                | 6         | 5                                                                     | 1                                                                     | 0                                                                     | 20                                                                    | 2                                                                     |                                                                       |
| 2012                                             | Subcampeonas                                     | 2º                                               | 5                                                | 3                                                | 1                                                | 1                                                | 8                                                | 1                                                | 6         | 6                                                                     | 0                                                                     | 0                                                                     | 31                                                                    | 2                                                                     |                                                                       |
| 2013                                             | no se clasificó                                  | no se clasificó                                  | no se clasificó                                  | no se clasificó                                  | no se clasificó                                  | no se clasificó                                  | no se clasificó                                  | no se clasificó                                  | 6         | 3                                                                     | 0                                                                     | 3                                                                     | 29                                                                    | 8                                                                     |                                                                       |
| 2014                                             | Subcampeonas                                     | 2º                                               | 5                                                | 3                                                | 0                                                | 2                                                | 6                                                | 2                                                | 3         | 3                                                                     | 0                                                                     | 0                                                                     | 13                                                                    | 0                                                                     |                                                                       |
| 2015                                             | Subcampeonas                                     | 2º                                               | 5                                                | 2                                                | 1                                                | 2                                                | 9                                                | 6                                                | 3         | 3                                                                     | 0                                                                     | 0                                                                     | 23                                                                    | 1                                                                     |                                                                       |
| 2016                                             | Subcampeonas                                     | 2º                                               | 5                                                | 4                                                | 0                                                | 1                                                | 15                                               | 5                                                | 3         | 3                                                                     | 0                                                                     | 0                                                                     | 13                                                                    | 2                                                                     |                                                                       |
| 2017                                             | Campeonas                                        | 1º                                               | 5                                                | 4                                                | 0                                                | 1                                                | 9                                                | 6                                                | 6         | 6                                                                     | 0                                                                     | 0                                                                     | 39                                                                    | 2                                                                     |                                                                       |
| 2018                                             | Campeonas                                        | 1º                                               | 5                                                | 4                                                | 0                                                | 1                                                | 6                                                | 3                                                | 9         | 9                                                                     | 0                                                                     | 0                                                                     | 29                                                                    | 0                                                                     |                                                                       |
| 2019                                             | Semifinales                                      | 3º                                               | 4                                                | 2                                                | 1                                                | 1                                                | 4                                                | 3                                                | 3         | 3                                                                     | 0                                                                     | 0                                                                     | 12                                                                    | 0                                                                     |                                                                       |
| 2020                                             | Cancelado                                        | Cancelado                                        | Cancelado                                        | Cancelado                                        | Cancelado                                        | Cancelado                                        | Cancelado                                        | Cancelado                                        | Cancelado | 2                                                                     | 2                                                                     | 0                                                                     | 0                                                                     | 19                                                                    | 0                                                                     |
| 2021                                             | Cancelado                                        | Cancelado                                        | Cancelado                                        | Cancelado                                        | Cancelado                                        | Cancelado                                        | Cancelado                                        | Cancelado                                        | Cancelado | 0                                                                     | 0                                                                     | 0                                                                     | 0                                                                     | 0                                                                     | 0                                                                     |
| 2022                                             | Campeonas                                        | 1º                                               | 5                                                | 4                                                | 1                                                | 0                                                | 12                                               | 3                                                | 6         | 5                                                                     | 1                                                                     | 0                                                                     | 27                                                                    | 3                                                                     |                                                                       |
| 2023                                             | Campeonas                                        | 1º                                               | 5                                                | 3                                                | 1                                                | 1                                                | 11                                               | 2                                                | 6         | 6                                                                     | 0                                                                     | 0                                                                     | 30                                                                    | 0                                                                     |                                                                       |
| 2024                                             | Campeonas                                        | 1º                                               | 5                                                | 3                                                | 1                                                | 1                                                | 7                                                | 3                                                | 6         | 6                                                                     | 0                                                                     | 0                                                                     | 30                                                                    | 1                                                                     |                                                                       |
| 2025                                             | Campeonas                                        | 1º                                               | 5                                                | 4                                                | 0                                                | 1                                                | 9                                                | 1                                                | 6         | 6                                                                     | 0                                                                     | 0                                                                     | 32                                                                    | 0                                                                     |                                                                       |
| Total                                            | 7.º Títulos                                      | 20/26                                            | 79                                               | 47                                               | 7                                                | 28                                               | 131                                              | 78                                               | 134       | 108                                                                   | 17                                                                    | 9                                                                     | 584                                                                   | 73                                                                    |                                                                       |

### Copa del Atlántico
La ''Copa del Atlántico Femenina'' fue un torneo europeo por invitación para selecciones nacionales sub-19 de fútbol femenino entre 2007 y 2008.
| Año   | Resultado | Pld | W | D | L | GF | GA |
| ----- | --------- | --- | - | - | - | -- | -- |
| 2007  | Campeonas | 2   | 2 | 0 | 0 | 7  | 1  |
| 2008  | Campeonas | 2   | 2 | 0 | 0 | 9  | 1  |
| Total | 2/2       | 4   | 4 | 0 | 0 | 16 | 2  |

## Calendario y resultados
Esta lista incluye los resultados de los partidos de los últimos 12 meses, así como los partidos futuros programados.

### 2023
| Amistoso; 11 de julio de 2023 | España                                               | 4:1 (2:1) | Suecia       | Ciudad del Fútbol de Las Rozas, Las Rozas, España |                        |
| 18:00 (CET)                   | - Martina 8' - Moral 37' - Corrales 89' - Fiamma 93' | Reporte   | - Sandén 44' | Árbitra: Paula Porcuna                            | Árbitra: Paula Porcuna |

| Amistoso; 14 de julio de 2023 | España                                             | 4:1 (1:0) | Suecia       | Ciudad del Fútbol de Las Rozas, Las Rozas, España |                         |
| 21:30 (CET)                   | - Camacho 24' - Oli 51' - Corrales 61' - Moral 69' | Reporte   | - Sandén 89' | Árbitra: Patricia Gómez                           | Árbitra: Patricia Gómez |

| Europeo Femenino Sub-19 (Fase Grupos); 18 de julio de 2023, 20:30 | Islandia | 0:3 (0:2) | España                                     | Leburton Stadium, Tubize, Bélgica                      |                                                        |
|                                                                   |          | Reporte   | - 11' González - 36' Benítez - 89' Camacho | Asistencia: 402 espectadores Árbitra: Jelena Cvetković | Asistencia: 402 espectadores Árbitra: Jelena Cvetković |

| Europeo Femenino Sub-19 (Fase Grupos); 21 de julio de 2023, 20:30 | Francia                        | 2:0 (0:0) | España | Den Dreef Stadion, Lovaina, Bélgica                 |                                                     |
|                                                                   | - Fontaine 56' - Ribadeira 79' | Reporte   |        | Asistencia: 458 espectadores Árbitra: Abigail Byrne | Asistencia: 458 espectadores Árbitra: Abigail Byrne |

| Europeo Femenino Sub-19 (Fase Grupos); 24 de julio de 2023, 20:30 | España                                                                          | 7:0 (4:0) | República Checa | Den Dreef Stadion, Lovaina, Bélgica                |                                                    |
|                                                                   | - Camacho 4', 38' - Martret 13' - Benítez 17' - González 73' - Moral 78', 90+2' | Reporte   |                 | Asistencia: 278 espectadores Árbitra: Sabina Bolic | Asistencia: 278 espectadores Árbitra: Sabina Bolic |

| Europeo Femenino Sub-19 (Semifinal); 27 de julio de 2023, 17:30 | Países Bajos | 0:1 (0:1) | España       | Leburton Stadium, Tubize, Bélgica                  |                                                    |
|                                                                 |              | Reporte   | - 12' Bartel | Asistencia: 778 espectadores Árbitra: Ewa Augustyn | Asistencia: 778 espectadores Árbitra: Ewa Augustyn |

| Europeo Femenino Sub-19 (Final); 30 de julio de 2023, 17:30 | España                                               | 0:0 (t. s.)(3:2 p.)        | Alemania                                | Den Dreef Stadion, Lovaina, Bélgica                   |                                                       |
|                                                             |                                                      | Reporte                    |                                         | Asistencia: 3011 espectadores Árbitra: Frida Klarlund | Asistencia: 3011 espectadores Árbitra: Frida Klarlund |
|                                                             |                                                      | Tiros desde el punto penal |                                         |                                                       |                                                       |
|                                                             | - Enrique - Lloris - González - Corrales - Villafañe |                            | - Veit - Diehm - Hils - Bartz - Deutsch |                                                       |                                                       |

| Clasificación Europeo Femenino Sub-19 (Ronda 1); 25 de octubre de 2023 | España                                         | 4:0 (1:0) | Turquía | Swedbank Park, Västerås, Västerås, Suecia |                           |
| 13:00                                                                  | - Rivas 40' - Camacho 59', 62' - Martret 90+4' | Reporte   |         | Árbitra: Alexandra Collin                 | Árbitra: Alexandra Collin |

| Clasificación Europeo Femenino Sub-19 (Ronda 1); 28 de octubre de 2023 | España                                        | 3:0 (2:0) | Suecia | Swedbank Park, Västerås, Suecia |                         |
| 18:00                                                                  | - Vicky López 4', 90+2' - Garmfors 28' (o.g.) | Reporte   |        | Árbitra: Shona Shukrula         | Árbitra: Shona Shukrula |

| Clasificación Europeo Femenino Sub-19 (Ronda 1); 31 de octubre de 2023 | Portugal           | 1:9 (0:2) | España | Tunavallen, Eskilstuna, Suecia |                         |
| 18:00                                                                  | - Neide Guedes 51' | Reporte   | - Laia Martret 30', 46', 52' - Lucía Corrales 42' - Arques 48' - Meninas 56' (a.g.) - Alguacil 71' - Marisa 75' - Artero 90+3' | Árbitra: Shona Shukrula        | Árbitra: Shona Shukrula |

| Amistoso; 28 de noviembre de 2023 | Dinamarca | 0:1 (0:0) | España      | Pinatar Arena, Murcia, España, |  |
|                                   |           | Reporte   | - 47' Agote |                                |  |

| Amistoso; 4 de diciembre de 2023 | España          | 1:2 (0:0) | Suiza            | Pinatar Arena, Murcia, España, |  |
|                                  | - Vallafañe 58' | Reporte   | - 52', 90' Ivelj |                                |  |

### 2024
| Clasificación Europeo Femenino Sub-19 (Ronda 2); 3 de abril de 2024 | España                                               | 5:0 (3:0) | Eslovenia | Športni park Radenci, Radenci, |                         |
|                                                                     | - Corrales 9' - Amezaga 18', 41', 77' - Alguacil 48' | Reporte   |           | Árbitra: Victoria Beyer        | Árbitra: Victoria Beyer |

| Clasificación Europeo Femenino Sub-19 (Ronda 2); 6 de abril de 2024 | España                                                                     | 7:0 (5:0) | Suecia | ŠRC Bakovci Stadium, Bakovci, |                        |
|                                                                     | - Artero 2', 48' - Librán 15', 78' - Ranera 30' - Corrales 40' - Olaya 45' | Reporte   |        | Árbitra: Minka Vekkeli        | Árbitra: Minka Vekkeli |

| Clasificación Europeo Femenino Sub-19 (Ronda 2); 9 de abril de 2024 | Dinamarca | 0:2 (0:2) | España                          | ŠRC Bakovci Stadium, Bakovci, |                        |
|                                                                     |           | Reporte   | - 5' (pen.) Amezaga - 34' Olaya | Árbitra: Minka Vekkeli        | Árbitra: Minka Vekkeli |

| Amistoso; 31 de mayo de 2024 | España                                | 3:0 (0:0) | Estados Unidos | Estadio Municipal Guillermo Amor, Benidorm, |                          |
|                              | - Arques 46' - Rodao 51' - Librán 79' | Reporte   |                | Árbitra: Alba Félix Egea                    | Árbitra: Alba Félix Egea |

| Amistoso; 3 de junio de 2024 | España                             | 3:3 (2:2) | Estados Unidos                      | Estadio Municipal Guillermo Amor, Benidorm, |                              |
|                              | - Gil 23' - Arques 27' - Agote 67' | Reporte   | - 26' Oliaro - 31' Winn - 86' Engle | Árbitra: Raquel Ortiz García                | Árbitra: Raquel Ortiz García |

| Europeo Femenino Sub-19 (Fase Grupos); 15 de julio de 2024 | España | 0:0     | Irlanda | Sūduva Stadium, Marijampolė, |                           |
| 13:00                                                      |        | Reporte |         | Árbitra: Michalina Diakow    | Árbitra: Michalina Diakow |

| Europeo Femenino Sub-19 (Fase Grupos); 18 de julio de 2024 | Países Bajos    | 1:0 (0:0) | España | Sūduva Stadium, Marijampolė, |                            |
| 17:00                                                      | - Keukelaar 87' | Reporte   |        | Árbitra: Caroline Lanssens   | Árbitra: Caroline Lanssens |

| Europeo Femenino Sub-19 (Fase Grupos); 21 de julio de 2024 | Alemania | 0:2 (0:1) | España                          | Estadio Central de Jonava, Jonava, |                      |
| 13:00                                                      |          | Reporte   | - 14' Bejarano - 86' Comendador | Árbitra: Réka Molnar               | Árbitra: Réka Molnar |

| Europeo Femenino Sub-19 (Semifinal); 24 de julio de 2024 | Inglaterra    | 1:3 (0:2) | España                                    | Sūduva Stadium, Marijampolė, |                           |
| 13:00                                                    | - Enderby 47' | Reporte   | - 25' Agote - 45' Comendador - 69' Arques | Árbitra: Michalina Diakow    | Árbitra: Michalina Diakow |

| Europeo Femenino Sub-19 (Final); 27 de julio de 2024 | España                       | 2:1 (1:0, 1:1) (t. s.) | Países Bajos  | Darius & Girenas Stadium, Kaunas, |                            |
| 17:00                                                | - Marisa 6' - Eguiguren 118' | Reporte                | - 59' Tolhoek | Árbitra: Silvia Gasperotti        | Árbitra: Silvia Gasperotti |

## Jugadoras

### Plantilla actual
Las siguientes jugadoras fueron convocadas para la Campeonato Europeo Femenino Sub-19 de la UEFA 2024
goles a 5 de julio de 2024.
| No. | Pos. | Jugadora             | Fecha de nacimiento (edad)        | Apa. | Goles | Club                    |
| --- | ---- | -------------------- | --------------------------------- | ---- | ----- | ----------------------- |
| 1   | POR  | Eunate Astralaga     | 30 de noviembre de 2005 (19 años) | 3    | 0     | Atlethic Club "B"       |
| 13  | POR  | Andrea Alonso Téllez | 6 de marzo de 2006 (19 años)      | 1    | 0     | Real Madrid "B"         |
| 23  | POR  | Jimena Vicario Casal | 7 de junio de 2005 (20 años)      | 0    | 0     | Deportivo Alavés        |
|     |      |                      |                                   |      |       |                         |
| 2   | DEF  | Judit Pujols         | 25 de febrero de 2005 (20 años)   | 9    | 0     | FC Barcelona "B"        |
| 3   | DEF  | Adriana Ranera       | 7 de julio de 2005 (20 años)      | 9    | 1     | FC Barcelona "B"        |
| 6   | DEF  | Marina Artero        | 24 de octubre de 2005 (19 años)   | 5    | 3     | RCD de la Coruña        |
| 7   | DEF  | Noemí Bejarano       | 27 de junio de 2006 (19 años)     | 6    | 0     | Real Madrid "B"         |
| 12  | DEF  | Aïcha Camara         | 11 de diciembre de 2006 (18 años) | 10   | 0     | FC Barcelona "B"        |
| 18  | DEF  | Nuria Escoms         | 15 de agosto de 2006 (18 años)    | 0    | 0     | Levante UD              |
|     |      |                      |                                   |      |       |                         |
| 8   | MED  | Ainhoa Alguacil      | 8 de enero de 2006 (19 años)      | 7    | 2     | Valencia CF             |
| 10  | MED  | Cristina Librán      | 11 de enero de 2006 (19 años)     | 9    | 3     | Madrid CFF              |
| 14  | MED  | Daniela Arques       | 21 de marzo de 2006 (19 años)     | 9    | 3     | Levante UD              |
| 15  | MED  | Intza Eguiguren      | 29 de diciembre de 2005 (19 años) | 2    | 0     | Real Sociedad           |
| 16  | MED  | Paula Rubio          | 28 de agosto de 2005 (19 años)    | 3    | 0     | Real Madrid "B"         |
| 17  | MED  | Oihana San Martín    | 13 de mayo de 2005 (20 años)      | 5    | 0     | Atlethic Club "B"       |
|     |      |                      |                                   |      |       |                         |
| 9   | DEL  | Marisa García        | 22 de junio de 2006 (19 años)     | 7    | 1     | Real Madrid "B"         |
| 11  | DEL  | Daniela Agote        | 27 de agosto de 2005 (19 años)    | 4    | 2     | Atlethic Club           |
| 19  | DEL  | Bárbara López        | 30 de agosto de 2005 (19 años)    | 2    | 0     | Sporting Club de Huelva |
| 20  | DEL  | Olga San Nicolás     | 23 de marzo de 2005 (20 años)     | 7    | 0     | Valencia CF             |
| 21  | DEL  | Paula Comendador     | 12 de enero de 2007 (18 años)     | 2    | 0     | Real Madrid "B"         |
| 22  | DEL  | Raquel Gil Villar    | 14 de junio de 2005 (20 años)     | 1    | 1     | Deportivo Alavés        |

### Convocatorias recientes
| No. | Pos. | Jugadora            | Fecha de nacimiento (edad) | Apa. | Goles | Club                |
| --- | ---- | ------------------- | -------------------------- | ---- | ----- | ------------------- |
|     | POR  | Andrea Tarazona     | 21 de marzo de 2004        | 2    | 0     | Levante UD "B"      |
|     | POR  | Belén de Gracia     | 12 de abril de 2004        | 1    | 0     | Real Madrid "B"     |
|     |      |                     |                            |      |       |                     |
|     | DEF  | Sara Tamarit        | 28 de agosto de 2005       | 1    | 0     | Valencia CF         |
|     | DEF  | Laura Tanarro       | 1 de enero de 2004         | 7    | 0     | Atlético Madrid "B" |
|     | DEF  | Esther Laborde      | 20 de abril de 2004        | 19   | 1     | FC Barcelona "B"    |
|     | DEF  | Irene Miguélez      | 11 de mayo de 2004         | 3    | 0     | Villarreal CF       |
|     | DEF  | Nerea Benito        | 22 de septiembre de 2004   | 1    | 0     | Athletic Bilbao "B" |
|     | DEF  | Alicia de la Cuerda | 19 de febrero de 2004      | 1    | 0     | Real Madrid "B"     |
|     |      |                     |                            |      |       |                     |
|     | MED  | Olga San Nicolás    | 23 de marzo de 2005        | 1    | 0     | Valencia CF         |
|     | MED  | Ainhoa Estevez      | 23 de febrero de 2004      | 1    | 1     | Levante UD "B"      |
|     | MED  | Ainhoa Delgado      | 2 de julio de 2004         | 3    | 1     | UDG Tenerife        |
|     | MED  | Dana Benítez        | 23 de abril de 2004        | 4    | 0     | Atlético Madrid "B" |
|     | MED  | Nerea Sánchez       | 2 de diciembre de 2004     | 3    | 0     | Atlético Madrid "B" |
|     |      |                     |                            |      |       |                     |
|     | DEL  | Ornella Vignola     | 30 de septiembre de 2004   | 19   | 1     | Granada CF          |
|     | DEL  | Ona Baradad         | 16 de abril de 2004        | 14   | 4     | FC Barcelona "B"    |
|     | DEL  | Vera Rico           | 27 de junio de 2004        | 1    | 0     | Villarreal CF       |
|     | DEL  | Sara Martín Díaz    | 6 de octubre de 2004       | 6    | 1     | Real Madrid "B"     |
|     | DEL  | Beatriz Vélez       | 27 de marzo de 2004        | 6    | 2     | Real Madrid "B"     |

### Listas anteriores
Campeonato Europeo Femenino Sub-19 de la UEFA 2004
Campeonato Europeo Femenino Sub-19 de la UEFA 2017
Campeonato Europeo Femenino Sub-19 de la UEFA 2018
Campeonato Europeo Femenino Sub-19 de la UEFA 2022
Campeonato Europeo Femenino Sub-19 de la UEFA 2023

## Estadísticas
| #  | Nombre            | Periodo   | Partidos | Goles |
| -- | ----------------- | --------- | -------- | ----- |
| 1  | Ruth García       | 2003–2006 | 29       | 1     |
| 2  | Júlia Bartel      | 2021–2023 | 28       | 5     |
| 3  | Nahikari García   | 2014–2016 | 27       | 19    |
| 4  | Miriam Diéguez    | 2003–2005 | 26       | 5     |
| 5  | Carla Bautista    | 2017–2019 | 24       | 10    |
| 5  | Iraia Iturregi    | 2002–2004 | 24       | 4     |
| 5  | Martina Fernández | 2021–2023 | 24       | 4     |
| 5  | Andrea Medina     | 2021–2023 | 24       | 3     |
| 5  | Maite Zubieta     | 2021–2023 | 24       | 0     |
| 10 | Teresa Abelleira  | 2017–2019 | 23       | 4     |
| 10 | Silvia Lloris     | 2021–2023 | 23       | 4     |
| 10 | Nuria Garrote     | 2014–2016 | 23       | 1     |
| 10 | Marta Torrejón    | 2006–2009 | 23       | 6     |

| # | Jugadora          | Periodo   | Goles | Partidos |
| - | ----------------- | --------- | ----- | -------- |
| 1 | Patricia Martínez | 2007–2008 | 24    | 19       |
| 2 | Nahikari García   | 2014–2016 | 19    | 27       |
| 3 | Lucía García      | 2015–2017 | 18    | 19       |
| 4 | Adriana Martín    | 2002–2004 | 16    | 12       |
| 5 | Alexia Putellas   | 2011–2013 | 13    | 20       |
| 5 | Lucía Moral       | 2022–2023 | 13    | 20       |
| 7 | Mariona Caldentey | 2014–2015 | 12    | 14       |
| 7 | Jade Boho         | 2003–2005 | 12    | 21       |
| 9 | Andrea Falcón     | 2014–2016 | 11    | 22       |
| 9 | Fiamma Benítez    | 2021-2023 | 11    | 22       |

### Hat-tricks
| Jugadora             | Rival                | Resultado | Competición                                           | Fecha                    |
| -------------------- | -------------------- | --------- | ----------------------------------------------------- | ------------------------ |
| Adriana Martín       | Dinamarca            | 4–1       | Clasificación Campeonato Europeo Femenino Sub-19 2003 | 15 de abril de 2003      |
| Adriana Martín       | Bélgica              | 4–0       | Campeonato Europeo Femenino Sub-19 2004               | 23 de septiembre de 2003 |
| Adriana Martín       | Bosnia y Herzegovina | 0–9       | Campeonato Europeo Femenino Sub-19 2004               | 25 de septiembre de 2003 |
| Natalia Pablos       | Eslovaquia           | 9–0       | Campeonato Europeo Femenino Sub-19 2004               | 24 de abril de 2004      |
| Jade Boho            | República Checa      | 1–5       | Campeonato Europeo Femenino Sub-19 2005               | 2 de octubre de 2004     |
| María Paz Vilas 6    | Letonia              | 14–0      | Campeonato Europeo Femenino Sub-19 2007               | 26 de septiembre de 2006 |
| Raquel Peña          | Letonia              | 14–0      | Campeonato Europeo Femenino Sub-19 2007               | 26 de septiembre de 2006 |
| Patricia Martínez 4  | Serbia               | 11–0      | Campeonato Europeo Femenino Sub-19 2007               | 12 de abril de 2007      |
| Patricia Martínez    | Suiza                | 12–0      | Campeonato Europeo Femenino Sub-19 2007               | 15 de abril de 2007      |
| Patricia Martínez 5  | Lituania             | 14–0      | Campeonato Europeo Femenino Sub-19 2008               | 27 de septiembre de 2007 |
| Joana Flaviano       | Lituania             | 14–0      | Campeonato Europeo Femenino Sub-19 2008               | 27 de septiembre de 2007 |
| Patricia Martínez    | Islas Feroe          | 0–12      | Campeonato Europeo Femenino Sub-19 2008               | 29 de septiembre de 2007 |
| Georgina Carreras    | Islas Feroe          | 0–12      | Campeonato Europeo Femenino Sub-19 2008               | 29 de septiembre de 2007 |
| Patricia Martínez    | Chipre               | 9–0       | Campeonato Europeo Femenino Sub-19 2009               | 25 de septiembre de 2008 |
| Victoria Losada      | Chipre               | 9–0       | Campeonato Europeo Femenino Sub-19 2009               | 25 de septiembre de 2008 |
| Victoria Losada 5    | Lituania             | 0–12      | Campeonato Europeo Femenino Sub-19 2009               | 27 de septiembre de 2008 |
| Laura Ortiz          | Bosnia y Herzegovina | 0–9       | Campeonato Europeo Femenino Sub-19 2012               | 17 de septiembre de 2011 |
| Gema Gili            | Moldavia             | 8–0       | Campeonato Europeo Femenino Sub-19 2012               | 19 de septiembre de 2011 |
| Alexia Putellas      | Estonia              | 16–0      | Campeonato Europeo Femenino Sub-19 2013               | 20 de octubre de 2012    |
| Laura Ortiz 4        | Estonia              | 16–0      | Campeonato Europeo Femenino Sub-19 2013               | 20 de octubre de 2012    |
| Mariona Caldentey 4  | Bielorrusia          | 10–0      | Campeonato Europeo Femenino Sub-19 2014               | 7 de abril de 2014       |
| Andrea Falcón        | Croacia              | 7–0       | Campeonato Europeo Femenino Sub-19 2015               | 23 de septiembre de 2014 |
| Mariona Caldentey    | Lituania             | 0–14      | Campeonato Europeo Femenino Sub-19 2015               | 15 de septiembre de 2014 |
| Pilar Garrote 4      | Lituania             | 0–14      | Campeonato Europeo Femenino Sub-19 2015               | 15 de septiembre de 2014 |
| Andrea Falcón        | Lituania             | 0–14      | Campeonato Europeo Femenino Sub-19 2015               | 15 de septiembre de 2014 |
| Sandra Hernández     | Países Bajos         | 4–3       | Campeonato Europeo Femenino Sub-19 2016               | 31 de julio de 2016      |
| Aitana Bonmatí       | Letonia              | 18–0      | Campeonato Europeo Femenino Sub-19 2017               | 15 de septiembre de 2016 |
| Lucía García 4       | Letonia              | 18–0      | Campeonato Europeo Femenino Sub-19 2017               | 15 de septiembre de 2016 |
| Maite Oroz           | Letonia              | 18–0      | Campeonato Europeo Femenino Sub-19 2017               | 15 de septiembre de 2016 |
| Andrea Sierra        | Azerbaiyán           | 7–0       | Campeonato Europeo Femenino Sub-19 2017               | 17 de septiembre de 2016 |
| Claudia Pina 4       | Hungría              | 7–0       | Campeonato Europeo Femenino Sub-19 2019               | 06 de abril de 2019      |
| Eva Navarro          | Kazajistán           | 14–0      | Campeonato Europeo Femenino Sub-19 2020               | 2 de octubre de 2019     |
| Aixa Salvador García | Kazajistán           | 14–0      | Campeonato Europeo Femenino Sub-19 2020               | 2 de octubre de 2019     |
| Mirari Uria          | República Checa      | 3–1       | Campeonato Europeo Femenino Sub-19 2022               | 25 de octubre de 2021    |
| Fiamma Benítez 4     | Rumania              | 9–0       | Campeonato Europeo Femenino Sub-19 2022               | 06 de abril de 2022      |
| Carmen Álvarez       | Portugal             | 6–0       | Campeonato Europeo Femenino Sub-19 2022               | 09 de abril de 2022      |

4 Jugadora con 4 goles
5 Jugadora con 5 goles 
6 Jugadora con 6 goles